# Chapelle des Récollets de Bollène
La chapelle des Récollets de Bollène est situé à Bollène, dans le Vaucluse.

## Histoire
Démolie à la fin des années 1960, il ne reste que la porte principale de visible. La chapelle des Récollets est inscrite au titre des monuments historiques depuis le 24 janvier 1930.

## En savoir plus